# Lijst van rijksmonumenten in Stede Broec
De gemeente Stede Broec telt 16 inschrijvingen in het rijksmonumentenregister. Hieronder een overzicht. 

## Bovenkarspel
De plaats Bovenkarspel telt 3 inschrijvingen in het rijksmonumentenregister.
| Object                                           | Oorspronkelijke functie?  | Bouwjaar  | Architect | Locatie            | Coördinaten?                  | Nr.?  | Afbeelding                                       |
| ------------------------------------------------ | ------------------------- | --------- | --------- | ------------------ | ----------------------------- | ----- | ------------------------------------------------ |
| Ceres                                            | Industrie- en poldermolen | 1849/1998 |           | Broekerhavenweg 80 | 52° 41' 44" NB, 5° 15' 6" OL  | 34497 | Meer afbeeldingen                                |
| Verdiepingloos pand onder pannen zadeldak        | Opslag                    | 17e eeuw  |           | Hoofdstraat 294    | 52° 41' 58" NB, 5° 15' 19" OL | 34498 | Meer afbeeldingen                                |
| Terrein waarin overblijfselen van nederzettingen | Archeologisch monument    | Bronstijd |           | Bij De Gouw        | 52° 42' 32" NB, 5° 14' 37" OL | 45983 | Terrein waarin overblijfselen van nederzettingen |

## Broekerhaven
De plaats Broekerhaven telt 2 inschrijvingen in het rijksmonumentenregister.
| Object | Oorspronkelijke functie? | Bouwjaar  | Architect | Locatie            | Coördinaten?                 | Nr.?  | Afbeelding        |
| --- | ------------------------ | --------- | --------- | ------------------ | ---------------------------- | ----- | ----------------- |
| Elektrisch aangedreven overhaal met bijbehorende constructies - loopkraan, damwanden, bruggen, bedieningshuizen | Scheepshulpmiddel        | 1923-1924 |           | Peperstraat bij 34 | 52° 41' 17" NB, 5° 15' 9" OL | 46919 | Meer afbeeldingen |
| Grootslag II, voormalig stoomgemaal van de polder Grootslag                                                     | Waterkering en -doorlaat | 1907      |           | Zuiderdijk 5       | 52° 41' 9" NB, 5° 14' 48" OL | 46968 | Meer afbeeldingen |

## Grootebroek
De plaats Grootebroek telt 8 inschrijvingen in het rijksmonumentenregister. Zie Lijst van rijksmonumenten in Grootebroek voor een overzicht.

## Lutjebroek
De plaats Lutjebroek telt 2 inschrijvingen in het rijksmonumentenregister.
| Object            | Oorspronkelijke functie? | Bouwjaar  | Architect      | Locatie           | Coördinaten?                  | Nr.?   | Afbeelding        |
| ----------------- | ------------------------ | --------- | -------------- | ----------------- | ----------------------------- | ------ | ----------------- |
| Sint-Nicolaaskerk | Kerk en kerkonderdeel    | 1876-1877 | P.J.H. Cuypers | P J Jongstraat 45 | 52° 41' 53" NB, 5° 12' 17" OL | 18787  | Meer afbeeldingen |
| Pastorie          | Kerkelijke dienstwoning  | 1876-1877 |                | P J Jongstraat 45 | 52° 41' 53" NB, 5° 12' 17" OL | 525545 | Meer afbeeldingen |

Aalsmeer ·
Alkmaar ·
Amstelveen ·
Amsterdam ·
Bergen ·
Beverwijk ·
Blaricum ·
Bloemendaal ·
Castricum ·
Den Helder ·
Diemen ·
Dijk en Waard ·
Drechterland ·
Edam-Volendam ·
Enkhuizen ·
Gooise Meren ·
Haarlem ·
Haarlemmermeer ·
Heemskerk ·
Heemstede ·
Heiloo ·
Hilversum ·
Hollands Kroon ·
Hoorn ·
Huizen ·
Koggenland ·
Landsmeer ·
Laren ·
Medemblik ·
Oostzaan ·
Opmeer ·
Ouder-Amstel ·
Purmerend ·
Schagen ·
Stede Broec ·
Texel ·
Uitgeest ·
Uithoorn ·
Velsen ·
Waterland ·
Wijdemeren ·
Wormerland ·
Zaanstad ·
Zandvoort